# 尚絅大學短期大學部
尚絅大學短期大學部（日语：／ Shokei Daigaku Tanki Daigakubu *）是一所位于日本熊本县熊本市中央区的私立短期大学。前身是尚絅短期大學（日语：／ Shokei Tanki Daigaku *）

## 概要

### 简介
- 学校法人尚絅学园经营之短期大学，有两个校园，各自在熊本县熊本市中央区和北区。最早可以追溯到1888年[1]。短期大学为于1952年开办[1]，从开办起便只招收女学生。

### 历史
- 1952年 熊本女子短期大学成立并同时设置一个学科，即家政科[1]。
- 1967年 家政科分离为以下两个专攻。
  - 家政专攻
  - 食物营养专攻
- 1968年 幼儿教育科成立[1]。
- 1975年 改名为尚絅短期大学[1]。
- 1996年 食物营养专攻成立，为专科[注 1][1]。
- 2006年 再次改名为尚絅大學短期大學部[1]。

### 宪章
- 请参看尚絅大學短期大學部的标志（页面存档备份，存于） （日語） 2016年12月11日阅览。

## 学校环境
- 九品寺校园（熊本县熊本市中央区）
- 榆木校园（熊本县熊本市北区）

## 历任校长
- 光岛贤正：第一代短期大学校长[1]
- 森正人：现在短期大学校长[1]

## 组织

### 学科
- 总合生活学科
- 食物营养学科
- 幼儿教育学科

### 专科
| - 食物营养专攻 |

### 业余课程
| - 无 |

### 附属学校和机关
- 儿童园[2]

## 知名校友
- 增田素美子：演员

## 相关链接
- 日本短期大学列表